# Xanthosoma pottii
Xanthosoma pottii là một loài thực vật có hoa trong họ Ráy (Araceae). Loài này được E.G.Gonç. miêu tả khoa học đầu tiên năm 1999.